# Campionati europei di ciclismo su pista Juniores e Under-23 2010
I Campionati europei di ciclismo su pista Juniores e Under 23 2010 sono stati disputati a San Pietroburgo, in Russia, tra il 10 e il 15 settembre 2010.
Vi hanno partecipato più di 300 corridori delle categorie Juniores (18-19 anni) e Under 23 (-23 anni), in rappresentanza di 27 paesi europei.

## Medagliere
| Pos.   | Nazione     | Oro | Argento | Bronzo | Totale |
| ------ | ----------- | --- | ------- | ------ | ------ |
| 1      | Russia      | 9   | 7       | 9      | 25     |
| 2      | Francia     | 6   | 1       | 4      | 11     |
| 3      | Italia      | 3   | 8       | 5      | 16     |
| 4      | Germania    | 2   | 5       | 2      | 9      |
| 5      | Bielorussia | 2   | 0       | 0      | 2      |
| 5      | Spagna      | 2   | 0       | 0      | 2      |
| 7      | Regno Unito | 1   | 2       | 1      | 4      |
| 8      | Polonia     | 1   | 1       | 3      | 5      |
| 9      | Belgio      | 1   | 1       | 1      | 3      |
| 10     | Rep. Ceca   | 0   | 1       | 0      | 1      |
| 10     | Svizzera    | 0   | 1       | 0      | 1      |
| 12     | Lituania    | 0   | 0       | 1      | 1      |
| Totale | Totale      | 27  | 27      | 26     | 80     |

## Sommario degli eventi

### Juniores
| Eventi                   | Oro                                                                  | Tempo    | Argento                                                             | Tempo    | Bronzo                                                            | Tempo    |
| Uomini                   |                                                                      |          |                                                                     |          |                                                                   |          |
| Chilometro               | Julien Palma Francia                                                 | 1'04"621 | Rino Gasparrini Italia                                              | 1'04"637 | Robert Kanter Germania                                            | 1'05"578 |
| Keirin                   | Benjamin Edelin Francia                                              |          | Kévin Guillot Francia                                               |          | Nikita Balunov Russia                                             |          |
| Velocità                 | Julien Palma Francia                                                 |          | Rino Gasparrini Italia                                              |          | Philipp Hindes Germania                                           |          |
| Velocità a squadre       | Francia Kévin Guillot Julien Palma Benjamin Edelin                   | 46"884   | Italia Mauro Catellini Davide Ceci Rino Gasparrini                  | 47"222   | Russia Nikita Balunov Dmitry Gorlov Kirill Samusenko              | 46"796   |
| Inseguimento individuale | Viktor Manakov Russia                                                | 3'21"573 | Evgenij Šalunov Russia                                              | 3'25"054 | Filippo Ranzi Italia                                              | 3'25"456 |
| Inseguimento a squadre   | Russia Roman Ivlev Pavel Karpenkov Evgenij Šalunov Kirill Sveshnikov | 4'12"779 | Italia Liam Bertazzo Filippo Ranzi Michele Scartezzini Paolo Simion | 4'17"558 | Francia Bryan Coquard Alexis Gougeard Marc Sarreau Romain Le Roux | 4'18"606 |
| Americana                | Ucraina Andriy Sokolov Oleksandr Lobov                               | 6        | Russia Roman Ivlev Kirill Sveshnikov                                | 17       | Francia Bryan Coquard Romain Le Roux                              | 14       |
| Corsa a punti            | Michele Scartezzini Italia                                           | 70       | Kirill Sveshnikov Russia                                            | 63       | Roman Ivlev Russia                                                | 58       |
| Scratch                  | Romain Le Roux Francia                                               |          | Michele Scartezzini Italia                                          |          | Bryan Coquard Francia                                             |          |
| Omnium                   | Paolo Simion Italia                                                  | 20       | Lucas Liss Germania                                                 | 21       | Viktor Manakov Russia                                             | 26       |
| Donne                    |                                                                      |          |                                                                     |          |                                                                   |          |
| 500 metri                | Tania Calvo Spagna                                                   | 36"057   | Anastasiia Voinova Russia                                           | 36"237   | Ekaterina Gnidenko Russia                                         | 36"780   |
| Keirin                   | Anastasiia Voinova Russia                                            |          | Victoria Williamson Regno Unito                                     |          | Tania Calvo Spagna                                                |          |
| Velocità                 | Ekaterina Gnidenko Russia                                            |          | Victoria Williamson Regno Unito                                     |          | Stella Tomassini Italia                                           |          |
| Velocità a squadre       | Russia Ekaterina Gnidenko Anastasiia Voinova                         | 35"562   | Germania Charlott Arndt Christina Konsulke                          | 36"239   | Italia Sara Consolati Giulia Donato                               | 36"380   |
| Inseguimento individuale | Alexandra Chekina Russia                                             | 2'31"856 | Svetlana Kashirina Russia                                           | 2'35"868 | Karolina Karasiewicz Polonia                                      | 2'32"979 |
| Inseguimento a squadre   | Russia Alexandra Goncharova Svetlana Kashirina Alexandra Chekina     | 3'38"168 | Italia Elena Cecchini Maria Giulia Confalonieri Chiara Vannucci     | 3'39"504 |                                                                   |          |
| Corsa a punti            | Elena Cecchini Italia                                                | 27       | Alexandra Goncharova Russia                                         | 13       | Karolina Karasiewicz Polonia                                      | 11       |
| Scratch                  | Alexandra Goncharova Russia                                          |          | Giulia Donato Italia                                                |          | Sara Consolati Italia                                             |          |
| Omnium                   | Chiara Vannucci Italia                                               | 13       | Alexandra Goncharova Russia                                         | 13       | Dagmar Labakova Rep. Ceca                                         | 17       |